# Varför är kärleken röd?
Varför är kärleken röd? är ett samlingsalbum av Kikki Danielsson, utgivet i april 1983. Albumet nådde som bäst 29:e plats på den svenska albumlistan. Albumet innehöll även en ny sång, titelspåret "Varför är kärleken röd?". 1992 återutgavs albumet på CD, Kikkis 16 bästa låtar.

## Låtlista

### Sida A
1. Varför är kärleken röd? - 3.19
2. Our Love is Over - 4.15
3. Och vi hörde klockor ringa (The Three Bells) - 4.06
4. Can't Get Over You - 3.35
5. Cowboy Yoddle Song - 2.09
6. Nobody's Baby But Mine - 3.10
7. Minnet (Memory) - 4.36
8. Queen of Hearts - 3.35

### Sida B
1. Du skriver dina kärlekssånger - 3.42
2. Starry Night - 4.00
3. Forget Me Not - 3.28
4. Rock 'n roll, du fick de bästa åren av mitt liv (Rock'n'roll, I Gave You the Best Years of My Life) - 3.50
5. Good Year for the Roses - 3.07
6. Listen to a Country Song - 2.49
7. Tänker lära mig livet - 3.35
8. Someone Needs Somebodys Love - 3.40

## Listplaceringar
| Lista (1983) | Topplacering                |
| ------------ | --------------------------- |
| Sverige      | Sverige (Sverigetopplistan) |